# Paranymphon filarium
Paranymphon filarium là một loài nhện biển trong họ Ammotheidae. Loài này thuộc chi Paranymphon. Paranymphon filarium được miêu tả khoa học năm 1986 bởi Stock.